# Petra Pfaff
Petra Pfaff (República Democrática Alemana, 16 de octubre de 1960) es una atleta alemana retirada especializada en la prueba de 400 m vallas, en la que ha conseguido ser subcampeona europea en 1982.

## Carrera deportiva
En el Campeonato Europeo de Atletismo de 1982 ganó la medalla de plata en los 400 m vallas, con un tiempo de 54.89 segundos, llegando a meta tras la sueca Ann-Louise Skoglund que con 54.58 segundos batió el récord de los campeonatos, y por delante de la francesa Chantal Réga (bronce).